# Marie-Christine Barrault
Marie-Christine Barrault (Paris, 21 de março de 1944) é uma atriz francesa.

## Trabalhos no cinema
- 1969 -  Ma nuit chez Maud
- 1970 -  Le distrait
- 1972 -  L'amour l'après-midi
- 1972 -  Les intrus
- 1975 -  John Glückstadt
- 1975 -  Cousin, cousine
- 1975 -  Du côté des tennis
- 1978 -  La Grande Menace
- 1978 -  L'état sauvage
- 1978 -  Perceval le Gallois
- 1979 -  Femme entre chiens et loups
- 1980 -  Ma chérie
- 1980 -  Même les mômes ont du vague à l'âme
- 1980 -  Stardust Memories
- 1981 -  L'amour trop fort
- 1983 -  Mir reicht's - ich steig aus
- 1983 -  Table for Five
- 1983 -  Eine Liebe in Deutschland
- 1983 -  Les mots pour le dire
- 1984 -  Un amour de Swann
- 1984 -  Pianoforte
- 1985 -  Louise... l'insoumise
- 1985 -  Le meilleur de la vie
- 1985 -  Paradigma
- 1985 -  Le soulier de satin
- 1986 -  Vaudeville
- 1987 -  Le jupon rouge
- 1988 -  Daniya, jardín del harem
- 1988 -  Adieu je t'aime
- 1988 -  L'Œuvre au noir
- 1988 -  Sanguine
- 1988 -  Prisonnières
- 1989 -  Jésus de Montréal
- 1989 -  Un été d'orages
- 1990 -  Dames galantes
- 1990 -  L'amour nécessaire (L'Amore necessario)
- 1994 -  Bonsoir
- 1994 -  Et ensuite, le feu (La Prossima volta il fuoco)
- 1997 -  Berlin Niagara (Obsession)
- 1997 -  C'est la tangente que je préfère
- 1999 -  La dilettante
- 2000 -  Azzurro
- 2002 -  Les amants de Mogador
- 2004 -  L'empreinte de l'ange
- 2006 -  La disparue de Deauville
- 2008 -  Ella & Louis
- 2009 -  Non ma fille tu n'iras pas danser